# Derecho supletorio
Derecho supletorio lo forman aquellas normas de un ordenamiento jurídico que tienen la facultad de regir situaciones que no le son específicamente propias, obligadas por el hecho de que la rama específica del ordenamiento que debería haberla regulado no lo ha hecho.
Por lo tanto, el Derecho supletorio completa la ausencia producida dentro de una norma específica y sirve para cubrir la laguna jurídica. Se extiende a todos aquellos aspectos no regulados por un Derecho específico.

## Definición del derecho supletorio
Es normal que cada ordenamiento jurídico establezca un derecho supletorio básico. Habitualmente, el Derecho supletorio por excelencia es el Derecho civil, que es el que regula aspectos básicos del Derecho. Sin embargo, es muy normal que ese derecho supletorio no sea el único, sobre todo en ramas del derecho especiales.
Por ejemplo, en temas como el Derecho tributario, que son de Derecho público, el Derecho supletorio directo es el Derecho administrativo, en lugar del civil. Eso se debe a que en el Derecho público, el Derecho administrativo se define como Derecho común, frente al tributario, que en ese caso sería Derecho especial por razón de la materia.
Esto también se da en Derechos especiales por razón de la territorialidad, en donde suele haber un Derecho común supletorio a los Derechos forales.

## Utilidad del Derecho supletorio
La principal utilidad de la existencia de los Derechos supletorios es cubrir las lagunas de las distintas ramas del derecho. En caso de ausencia de regulación, el juez se dirige al Derecho supletorio antes de acudir a otras fuentes del derecho como la costumbre o los principios generales del derecho.
Otra utilidad secundaria es que mejora técnica jurídica. Se evita regular varias veces las mismas materias, y se permite dar una mayor unidad a todo el ordenamiento jurídico.

## Referencia en la Constitución Española al derecho supletorio
De acuerdo con lo dispuesto en el párrafo 3º del artículo 149 de la Constitución de 27 de diciembre de 1978:
"Las materias no atribuidas expresamente al Estado por esta Constitución podrán corresponder a las Comunidades Autónomas, en virtud de sus respectivos Estatutos. La competencia sobre las materias que no se hayan asumido por los Estatutos de Autonomía corresponderá al Estado cuyas normas prevalecerán, en caso de conflicto, sobre las de las Comunidades Autónomas en todo lo que no esté atribuido a la exclusiva competencia de estas. El derecho estatal será, en todo caso, supletorio del derecho de las Comunidades Autónomas".
- Datos: Q2918752